# The King of Rock and Roll
The King of Rock and Roll — студийный альбом американского певца Литла Ричарда, вышедший в 1971 году на лейбле Reprise Records.

## Об альбоме
The King of Rock and Roll вторая долгоиграющая пластинка на Reprise Records. Несмотря на то что титул «короля рок-н-ролла» повсеместно был присвоен Элвису Пресли, Литл Ричард считал себя настоящим родоначальником рок-музыки, поэтому вместе с новым материалом в альбом были также включены кавер-версии песен таких различных исполнителей как Хэнк Уильямс, The Temptations, Martha and the Vandellas, Three Dog Night и The Rolling Stones.

## Список композиций
1. «King of Rock ’n’ Roll» — 3:11
2. «Joy to the World» — 6:49
3. «Brown Sugar» — 3:23
4. «In the Name» — 3:10
5. «Dancing in the Street» — 5:31
6. «Midnight Special» — 4:02
7. «The Way You Do the Things You Do» — 3:29
8. «Green Power» — 3:59
9. «I’m So Lonesome I Could Cry» — 2:40
10. «Settin’ the Woods on Fire» — 2:22
11. «Born on the Bayou» — 4:27